# Caught in Session
Caught in Session è un album live degli Snuff pubblicato nel 1997.

## Tracce
1. Win Some – 3:14
2. I Think We're Alone Now – 3:47
3. Another Girl – 3:03
4. No-One Home – 2:43
5. Instrumental Jingle 1 – 0:27
6. Funny Faces – 2:18
7. Instrumental Jingle 2 – 0:38
8. Vikings On The Tundra – 3:09
9. Jo Whiley Steve Lamacq 1 – 0:32
10. B – 2:11
11. Jo Whiley Steve Lamacq 2 – 0:08
12. Batten Down The Hatches – 1:37
13. Short Jingle – 0:04